# Anomalistik
Anomalistik ist die Anwendung wissenschaftlicher Methoden, um Phänomene zu untersuchen, die sich unserem gegenwärtigen Verstehen entziehen, mit dem Ziel, eine vernünftige Erklärung für sie zu finden. Darunter befinden sich auch Themen der Parawissenschaft wie z. B. Geomantie, Kornkreise, Kryptozoologie, Parapsychologie, Portal (Science-Fiction), Radiästhesie, Spuk (Erscheinung), Teleportation und Ufologie. Der Begriff selbst wurde 1973 durch den Anthropologen Robert W. Wescott geprägt, der ihn als „ernste und systematische Untersuchung von allen Phänomenen“ definierte, „welche nicht in unser Bild von der Wirklichkeit passen, wie es uns der gesunde Menschenverstand oder die bekannten Wissenschaften vermitteln.“ Wescott knüpft mit solchen Überlegungen an Thomas Kuhn an, der unter Anomalien „Beobachtungsergebnisse [versteht], die bisherigen theoretischen Vorstellungen und Annahmen über die Welt zu widersprechen scheinen, für die es also bisher noch keine Erklärung im Rahmen konventioneller Theorien zu geben scheint.“ Wescott selbst verwies auf den Journalisten und Forscher Charles Fort als den eigentlichen Schöpfer der Anomalistik als eigenes Forschungsgebiet, der sich mit dem Paranormalem beschäftigte. Der Physiker William R. Corliss veröffentlichte ab 1974 zahlreiche Handbücher über anomale Phänomene in verschiedenen Wissenschaftsfeldern.

## Forschungsgebiet
Nach Marcello Truzzi geht die Anomalistik davon aus, dass bisher „unerklärbare Phänomene“ existieren, die meisten von diesen aber durch die Anwendung genauer wissenschaftlicher Untersuchungsmethoden erklärt werden können.
Dabei werden Beobachtungsergebnisse bzw. Berichte über ungewöhnliche Phänomene zunächst einmal als glaubhaft behandelt, bis schlüssig nachgewiesen wurde, dass sie nicht glaubhaft oder gar unmöglich sind. Truzzi schrieb 2000, dass die Anomalistik vier Grundfunktionen umfasst:
1. Die Anomalistik unterstützt die Untersuchung einer Vielfalt von anomalen Behauptungen, die von Protowissenschaftlern eingebracht werden.
2. Der Anomalistiker zielt auf ein besseres Verständnis dessen, wie wissenschaftliche Entscheidungen sich vollziehen, und wirkt dabei mit, dass dieser Prozess gerechter und vernünftiger abläuft.
3. Der Anomalistiker versucht einen vernünftigen konzeptionellen Rahmen für die Kategorisierung und das Verstehen anomaler Behauptungen zu schaffen.
4. Die Anomalistik nimmt die Rolle eines Beistandes oder Anwalts im Rahmen wissenschaftlicher Entscheidungsprozesse ein, damit nicht durch Vorurteile oder einseitige Sichtweisen der Weg zu neuen Erkenntnissen behindert wird.

## Anwendungsbereich
Die Anomalistik hat zwei Kern-Grundsätze, die ihren Anwendungsbereich bestimmen:
1. Die Forschung muss sich innerhalb der konventionellen Grenzen wissenschaftlichen Arbeitens bewegen.
2. Die Forschung beschäftigt sich exklusiv mit „empirischen Behauptungen des Außergewöhnlichen“ und nicht mit Behauptungen „metaphysischer, theologischer oder übernatürlicher“ Natur.

Diese Grundsätze haben zur Konsequenz, dass der Anomalistiker sich primär physikalischen Phänomenen zuwendet und traditionell die Erforschung von Phänomenen eher meidet, die rein paranormaler Natur sind wie zum Beispiel Geistererscheinungen.

## Gültigkeit
Nach Truzzi kann eine Erklärung erst dann für gültig betrachtet werden, wenn sie im Rahmen der Anomalistik vier Kriterien erfüllt:
1. Sie muss auf konventionellem Wissen und Nachdenken beruhen.
2. Sie muss einfach sein und unbelastet durch Spekulationen oder Hyperkomplexität.
3. Die Beweislast liegt auf dem, der eine anomale Behauptung aufstellt, und nicht beim Forscher, der sie überprüft.
4. Je ungewöhnlicher eine Behauptung ist, umso höher sind die Anforderungen an einen Beweis.